# Qianjin (socken i Kina, Henan, lat 31,74, long 114,69)
Qianjin (kinesiska: 千斤, 千斤乡) är en socken i Kina. Den ligger i provinsen Henan, i den centrala delen av landet, omkring 350 kilometer söder om provinshuvudstaden Zhengzhou. Antalet invånare är 20 667. Befolkningen består av 10 195 kvinnor och 10 472 män. Barn under 15 år utgör 25,0 %, vuxna 15-64 år 62 %, och äldre över 65 år 12,0 %.
Genomsnittlig årsnederbörd är 1 378 millimeter. Den regnigaste månaden är juli, med i genomsnitt 253 mm nederbörd, och den torraste är december, med 18 mm nederbörd.